# NML Cygni
NML Cygni o V1489 Cygni es una estrella hipergigante roja. Es la principal candidata a ser la estrella más grande conocida actualmente, con un radio de hasta 2800 radios solares. Su distancia a la Tierra se estima en alrededor de 1,61 kpc, o unos 5300 años luz. Esta estrella fue descubierta por Neugebauer, Martz y Leighton en 1965. El nombre NML proviene de los nombres de estos tres descubridores.
Esta estrella tiene un entorno de polvo a su alrededor que forma una nebulosa asimétrica en forma de frijol que es coincidente con la distribución de los máseres de vapor de agua. Es una estrella semirregular variable con un período de aproximadamente 940 días.
NML Cygni es una parte de la asociación Cygnus OB2. La asociación Cyg OB2 abarca casi 2 grados en el cielo, o dentro de ~ 30 pc a una distancia de 1,87 ± 0,2 kpc, siendo una de las más cercanas asociaciones de masa en el sol. Cuenta con una pérdida de masa estimada de ~ 50 M ⊙ y 2 × 10 ^ (-4) M ⊙ yr ^ (-1). La paralaje anual de esta estrella mide aproximadamente 0,62 milisegundos de arco.
NML Cygni es una estrella masiva rica en oxígeno. La composición de esta estrella comenzó a ponerse de manifiesto con el descubrimiento de las emisiones de radio OH (1612 MHz) en 1968 (Wilson y Barrett). La presencia de moléculas como H2O, SiO, CO, HCN, CS, SO, SO2 y H2S , también se reveló en los años posteriores.

## Historia observacional
NML Cygni fue descubierto en 1965 por Neugebauer, Martz y Leighton, quienes describieron dos estrellas luminosas muy rojas, cuyo color era consistente con una temperatura corporal negra de 1000 K.  El nombre NML proviene de los nombres de estos tres descubridores. La segunda estrella fue brevemente conocida como NML Tauri , pero ahora se conoce como IK Tauri, una M9 variable Mira. NML Cygni también ha recibido la designación de V1489 Cygni debido a las pequeñas variaciones de brillo semi-regulares, , pero todavía se conoce más comúnmente como NML Cygni. Su composición comenzó a revelarse con el descubrimiento de masers OH (1612 MHz) en 1968. H2O, SiO, CO, HCN, CS, SO, SO2 y H2S moléculas también se han detectado.

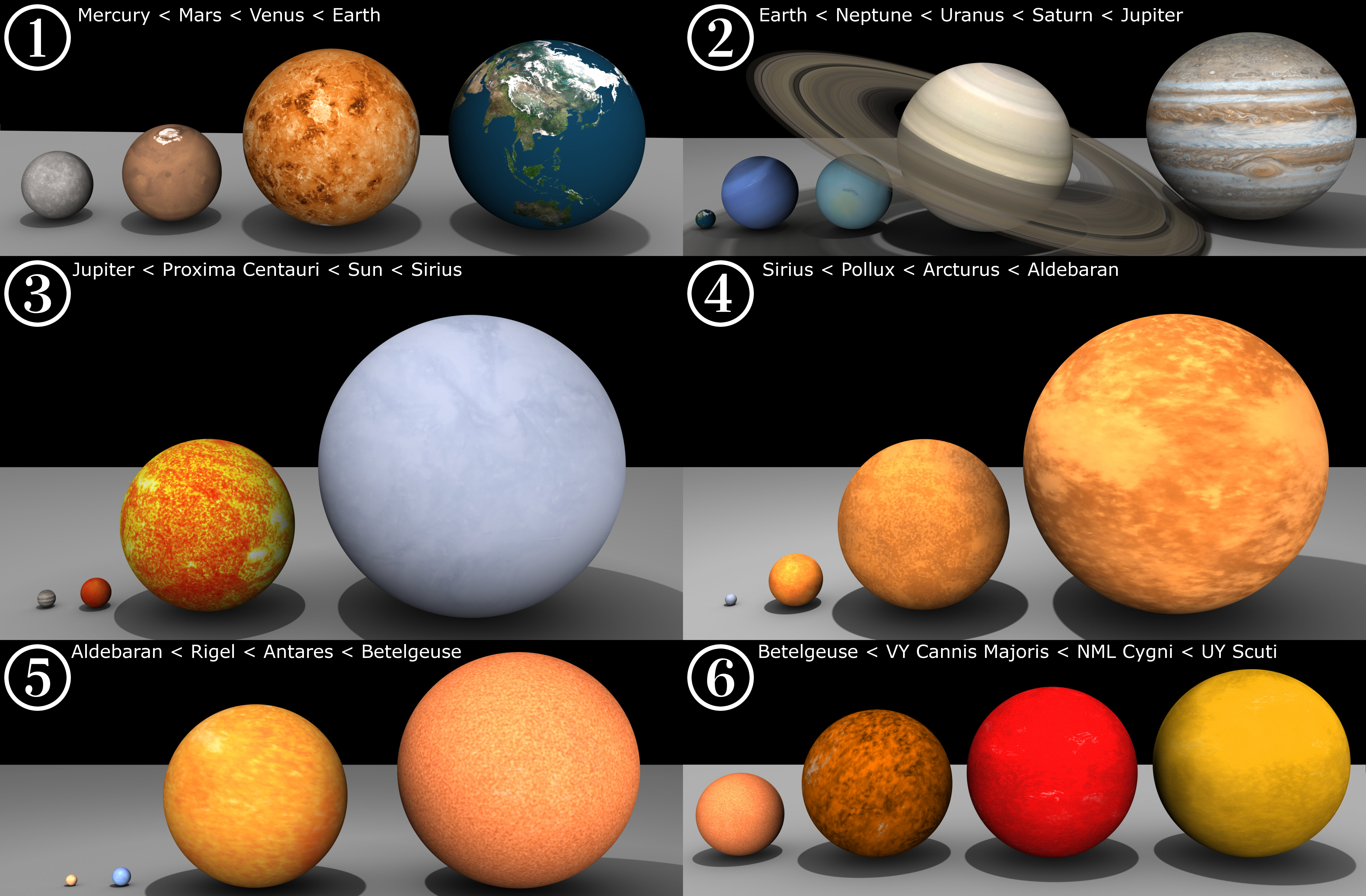
Los tamaños relativos de los planetas en el Sistema Solar y varias estrellas, incluyendo Betelgeuse
1. Mercurio < Marte < Venus < Tierra
2. Tierra < Neptuno < Urano < Saturno < Jupiter
3. Jupiter < Próxima Centauri < Sol < Sirio
4. Sirio < Pólux < Arturo < Aldebarán
5. Aldebarán < Rigel < Antares < Betelgeuse
6. Betelgeuse < VY CMa < NML Cyg < UY Sct.

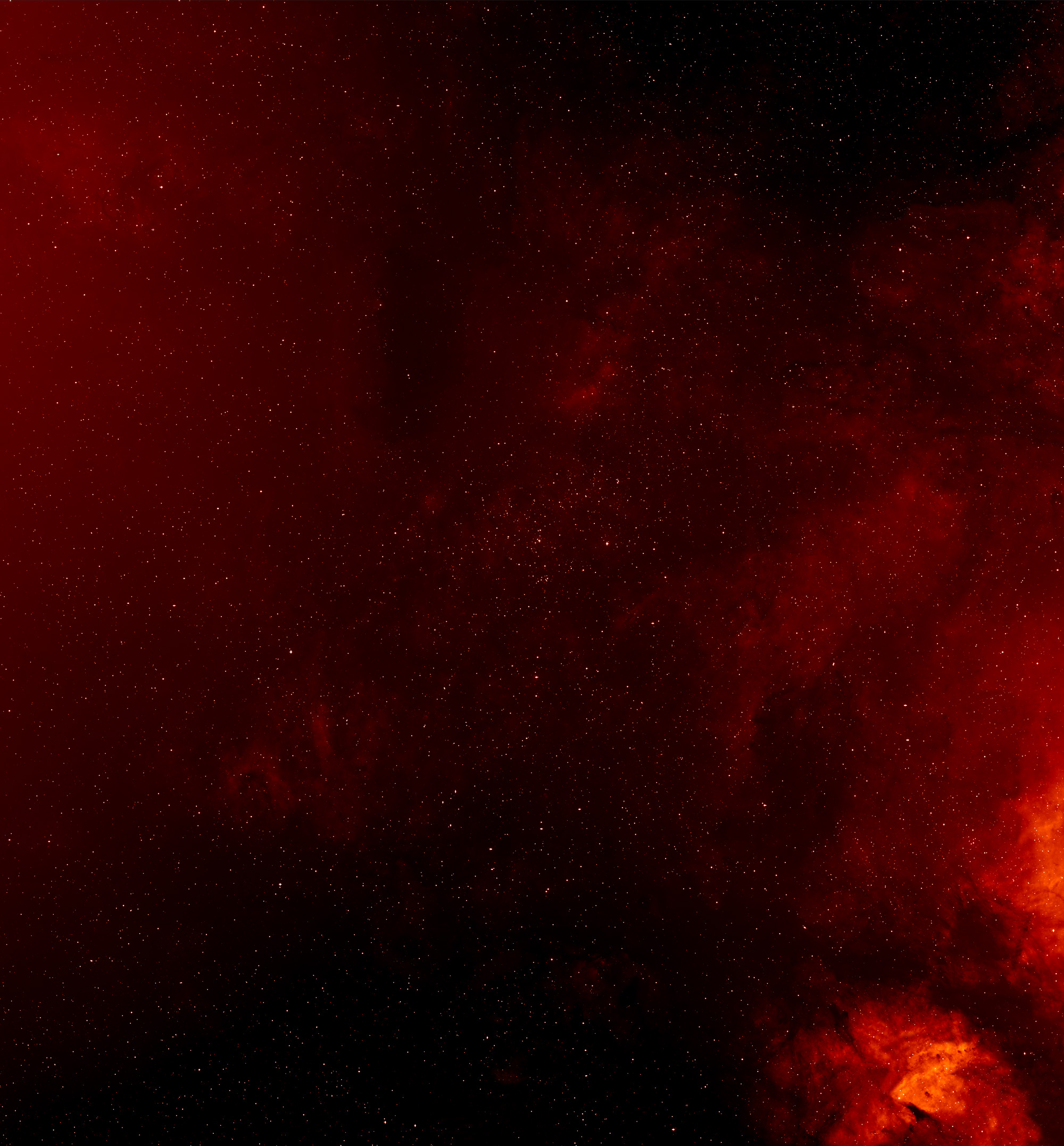
Imagen de NML Cygni